# Bylands
Bylands (auch: Byelands) ist eine Siedlung im Parish Saint Andrew im Süden von Grenada.

## Geographie
Die Siedlung liegt zusammen mit Clabony im Inselinnern, oberhalb des Tales des Balthazar Rivers auf ca. 180 m Höhe.
Oberhalb des Ortes entspringt die Clabony Sulphur Spring. Der umgebende Wald steht im Mount St. Catherine Forest Reserve unter Naturschutz. Im Südwesten schließt sich Windsor an.